# 최연화
2010년 노래 《시집 갈래요》로 데뷔하였다.

## 경력
- 2007년 서울출입국관리사무소 홍보대사
- 2010년 부천무형문화엑스포 홍보대사
- 2020년 계룡세계군문화엑스포 홍보대사

## 방송
- 2019~2020 보이스퀸
- 2020년 우리말겨루기 807회 출연. 우리말겨루기에  김미화와 함께 출연하였다.

## 출연작

### 공연
- 2020년 당신이 바로 보이스퀸 전국투어 콘서트- 서울
- 2020년 당신이 바로 보이스퀸 전국투어 콘서트- 부산

## 음반
- 2010년 Choi Yeon Ah
- 2017년 들꽃처럼 살으렵니다

## 곡
- 2010년 시집갈래요
- 2010년 멋져부러
- 2017년 정말 좋았네
- 2017년 우리 어머니
- 2017년 항구의 순이
- 2017년 들꽃처럼 살으렵니다
- 2017년 조각구름
- 2017년 작은 행복
- 2017년 첫정